# Névelemzés
A névelemzés a két világháború közötti román tanügyi törvények azon megszorítása volt, amellyel az elmagyarosított románokat visszarománosítják. Ezt a névelemzés alapján döntötték el, és az elmagyarosított gyerekeket kötelezően csak román oktatási nyelvű iskolákba járathatták.

## A törvényes alap
Az 1924-es tanügyi törvény így szól:
„8. paragrafus – Azok a román származású állampolgárok, akik elvesztették anyanyelvüket, kötelesek olyan állami vagy magániskolákban taníttatni gyerekeiket, amelyekben a román az oktatás nyelve.”

## Nemzetközi szerződés megszegése
E paragrafus megszegi a Románia által is aláírt „Kisebbségi szerződés” 9. paragrafusát: az anyanyelv szabad használatát. E törvényparagrafussal a román állam rengeteg magyar és más, nem román anyanyelvű (főleg erdélyi szász gyereket román oktatási nyelvű iskolákba kényszerített (jogsértő módon), annak ellenére, hogy a szüleik nem vallották magukat román anyanyelvűeknek vagy származásúaknak.

## Tragikomikus következmények
Volt olyan eset, hogy két testvér különböző anyanyelvűként volt nyilvántartva, mert a tisztviselő rosszul vezette be az egyik nevét az anyakönyvbe, és elmagyarosított románnak tekintették (és természetesen nem járhattak ugyanabba az iskolába: a magyar járhatott magyar felekezeti iskolába, míg a románnak kötelessége volt román állami iskolában tanulnia).
Egy másik hasonló esetre Willer József képviselő (Országos Magyar Párt) hívja fel Constantin Angelescu tanügyminiszter figyelmét az 1928-as tanügyi törvényjavaslatnak a képviselőházban való megvitatása során, amikor bemutatja, hogy egy magyar diákot kizártak a magyar iskolából annak ellenére, hogy a nagyapja magyar református lelkipásztor, és felveti a kérdést: vajon az Ókirályságban hány román diákot kéne kizárni a román iskolákból hasonló „laboratóriumi elemzések” alapján?

## Teljes közösségek szenvedése
Egy egész sor ilyen specifikus eset mellett rengeteg olyan eset is van, amikor egész sváb vagy zsidó közösségek, akik a magyar nyelvet tekintették anyanyelvüknek, arra kényszerültek, hogy gyerekeiket román iskolákba járassák, annak ellenére, hogy jogukban állt anyanyelvű iskolába járatni őket. E probléma főleg Szatmár, Bihar megyére és a bánsági megyékre volt jellemző, ahol jelentős olyan sváb és zsidó népesség lakott, amely a magyart tekintette anyanyelvének. Egy jellemző eset a Királydaróc község esete (Szatmár megye). A sváb közösség arra kérte a tanfelügyelőséget, hogy engedélyezze a magyar nyelvű oktatást az iskolában, de a tanfelügyelőség és a Közoktatásügyi Minisztérium visszautasította a kérést, annak ellenére, hogy a tanfelügyelő belátta, hogy a község lakossága már régóta nem tud németül, és a kérésük jogos, de a kérés elutasítását javasolta a közoktatásügyi miniszternek, attól tartva, hogy precedenst okoz a számtalan hasonló helyzetben levő közösség számára.
Hasonló a neológ zsidók helyzete, akiknek a nevében Kecskeméthy Lipót rabbi tiltakozott 1926. október 23-án az Erik Colban által vezetett népszövetségi küldöttség előtt. Colban emlékiratai szerint a rabbi „kijelentette, hogy a szabad vallásgyakorlást illetőleg a közösségének nincsen semmilyen panasza, de a nagyváradi zsidóság fel van háborodva az iskoláik miatt. Az anyanyelvük nem a héber vagy a jiddis, hanem a magyar; akkor miért kényszeríti a román állam, hogy e két nyelven tanuljanak a román mellett a felekezeti iskoláikban? Miért nem fogadják el a magyart és a románt oktatási nyelveknek? Ők nagyon meg lennének elégedve, ha kétnyelvű iskoláik lehetnének, magyar és román oktatási nyelvvel.” Nyilvánvaló, hogy egyes kisebbségek, mint a svábok és a neológ zsidók, jelentős hányada román nyelvű iskolákba kényszerültek, mivel nem tanulhattak az anyanyelvükön.